# Балтазар (ландграф Тюрингії)
Балтазар I (нім. Balthasar von Wettin, 21 грудня 1336 — 18 травня 1406) — 28-й маркграф Майсену в 1349—1382 роках (спільно з братами (Фрідріхом III і Вільгельмом I) і 15-й ландграф Тюрингії в 1349—1406 роках.

## Життєпис
Походив з династії Веттінів. Третій син Фрідріха II, маркграфа Майсену і ландграфа Тюрингії, та Матильди Віттельсбах. Народився 1336 року в місті Вайсенфельс. Після смерті батька 1349 року спільно з братами Фрідріхом і Вільгельмом успадкував родинні володіння. Втім через малий вік Балтазара і Вільгельма керував Майсеном і Тюрингією їхній брат Фрідріх III.
У 1368 році після настання повноліття Балтазара і його брата Вільгельма Фрідріх III допустив їх до управління. Було домовлено кожні 2 роки змінювати урядовців Тюрингії та Майсену. Того ж року наказав спорудити канал Лайна в Готі, що сприяло водопостачанню міста та навколишніх сіл. У 1369—1370 роках брав участь в Столітній війні на боці Англії.
У 1371 році долучився до союзу з ландграфом Генріхом II Гессенським у війні проти Ліги зірки (входили графи, абати, єпископи, імперські лицарі Нижньої Саксонії та Франконії) на чолі з Отто I, герцогом Брауншвейзьким. У 1372 році керував військами Тюрингії та Майсену в цій кампанії. У 1373 році в Ешвеге спільно з братами уклав договір з Генріхом II Гессенським та його спадкоємцем Германом II щодо взаємного спадкування володінь на випадок вимирання одного з родів. 1374 року одружився з представницею роду Гогенцоллернів. 1379 року відбувся остаточних розділ між братами.
У 1381 році після смерті брата Фрідріха III було вирішено здійснити новий розподіл. У Хемніці 1382 року було розподілено Тюрингію й Майсен, внаслідок чого Балтазар отримав ландграфство Тюринзьке.
1390 року після смерті дружини одружився вдруге. Він узяв в оренду монетний двір Веймар і Лангенсальца, де карбував пфеннінги. 1391 року в Зангергаузені звів монетний двір Тюрингії. Водночас продовжив політику приборкання баронів і графів в Тюрингії, внаслідок чого до 1394 року значно розширив територію власних володінь.
Помер 1406 року в Варбурзі. Йому спадкував син Фрідріх IV.

## Родина
1. Дружина — Маргарита, донька Альбрехта Гогенцоллерна (сина Фрідріха IV, бургграфа Нюрнбергу).
Діти:
- Фрідріх (1384—1440), ландграф Тюрингії
- Анна (д/н—1395), дружина Рудольфа III Асканія, курфюрста Саксонії

2. Дружина — Анна, донька Фрідріха I Вельфа, герцога Брауншвейг-Люнебурзького.
Дітей не було.